# Trang phục ngụy trang

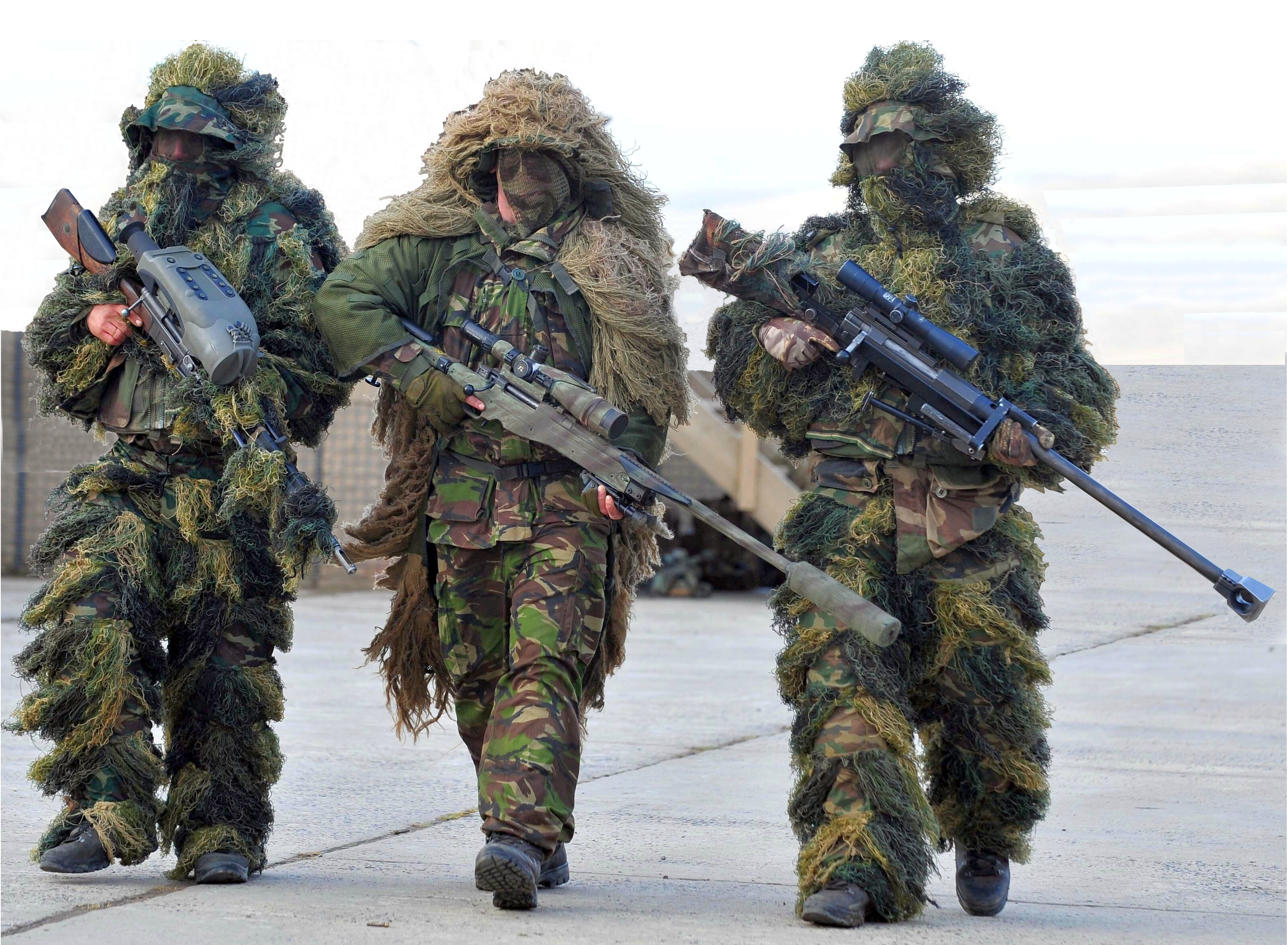
Lính bắn tỉa của Anh và Pháp đang sử dụng trang phục ngụy trang

Trang phục ngụy trang, bộ đồ ngụy trang hay trang phục ghillie (Ghillie suit) là một loại trang phục ngụy trang được thiết kế giống với môi trường xung quanh như lá cây, tuyết hoặc cát. Thông thường, nó là một mạng lưới các vải may bao phủ trong dải vải lỏng của vải hoặc sợi, đôi khi được làm để trông giống như lá và cành cây, hoặc tùy chọn tăng cường thêm với các vật liệu tự nhiên.
Lực lượng quân đội, cảnh sát hoặc thợ săn có thể mặc trang phục ngụy trang để hòa vào môi trường xung quanh và che giấu bản thân khỏi kẻ thù hoặc mục tiêu. Bộ đồ này cung cấp cho hình dáng của người mặc một góc nhìn từ ba chiều, chứ không phải là một đường thẳng từ một chiều. Khi được chế tạo đúng cách, bộ đồ sẽ ngụy trang giống lá cây xung quanh khiến rất khó để phát hiện. Một số trang phục ngụy trang được làm bằng vật liệu nhẹ và thoáng khí cho phép một người mặc cảm thấy thoải mái.
Tuy một người lính mặc trang phục ngụy trang phù hợp giúp cho người sử dụng tránh được mục tiêu nhưng việc mặc trang phục ngụy trang lại có thể gây tăng nhiệt độ của cơ thể, làm cho các tia hồng ngoại dễ nhận ra hơn một người lính mặc một bộ trang phục tiêu chuẩn khiến cho các loại máy đo hồng ngoại dễ phát hiện ra hơn.

## Nguồn gốc

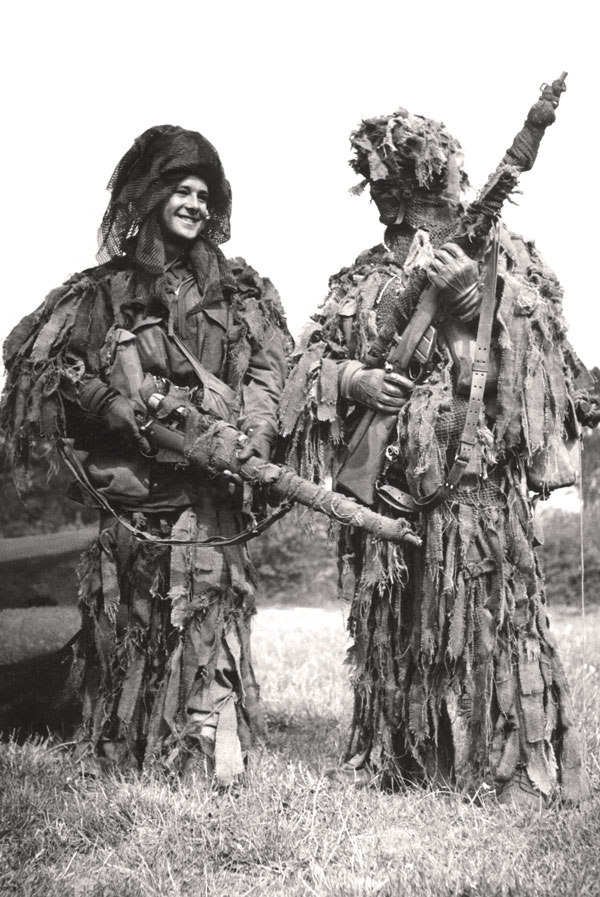
Trang phục ngụy trang của 2 người lính thuộc trung đoàn Lovat Scouts trong CTTG thứ 2

## Chức năng

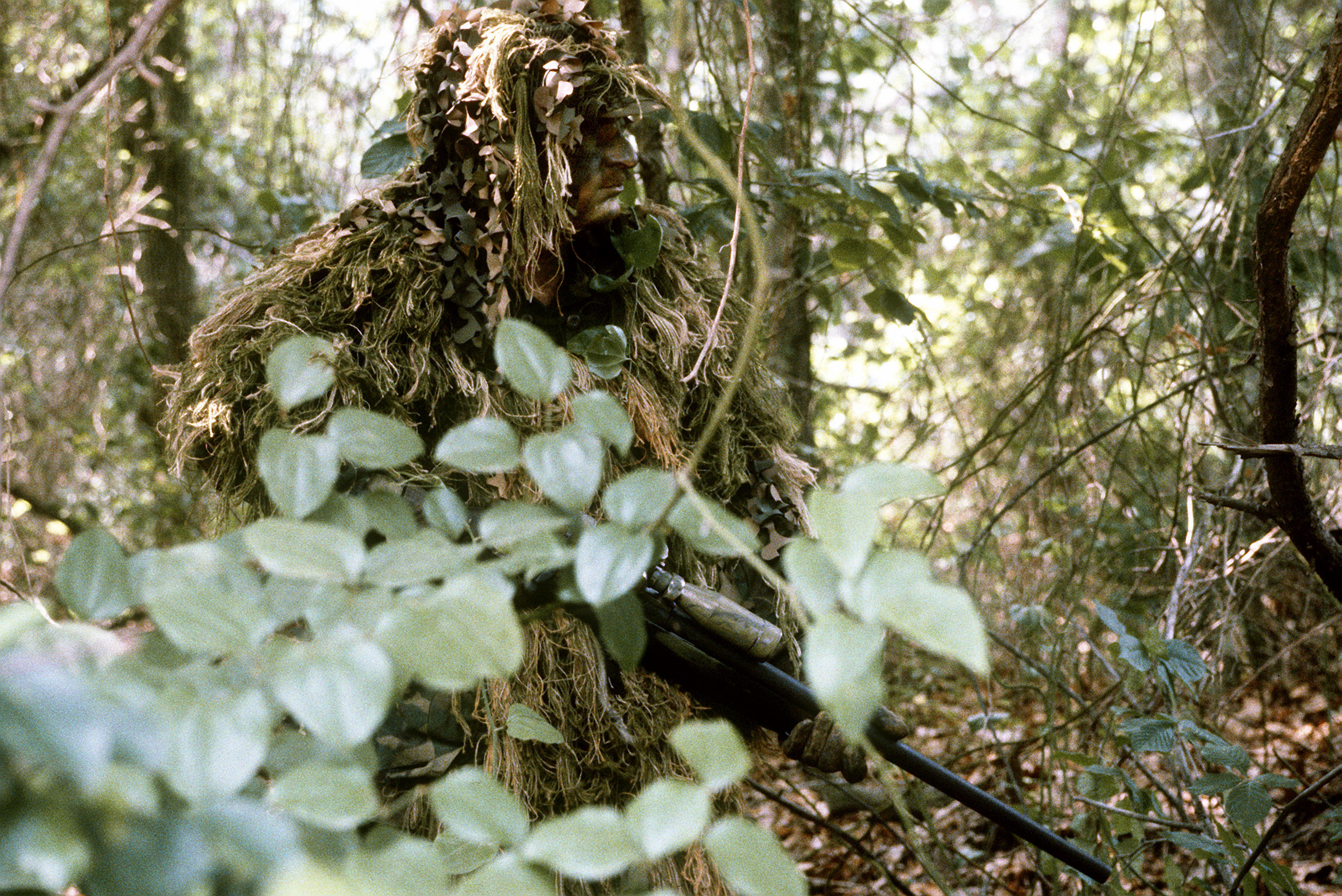
Lính bắn tỉa của Thủy quân lục chiến Hoa Kỳ đang sử dụng một bộ trang phục ngụy trang.

## Sản xuất

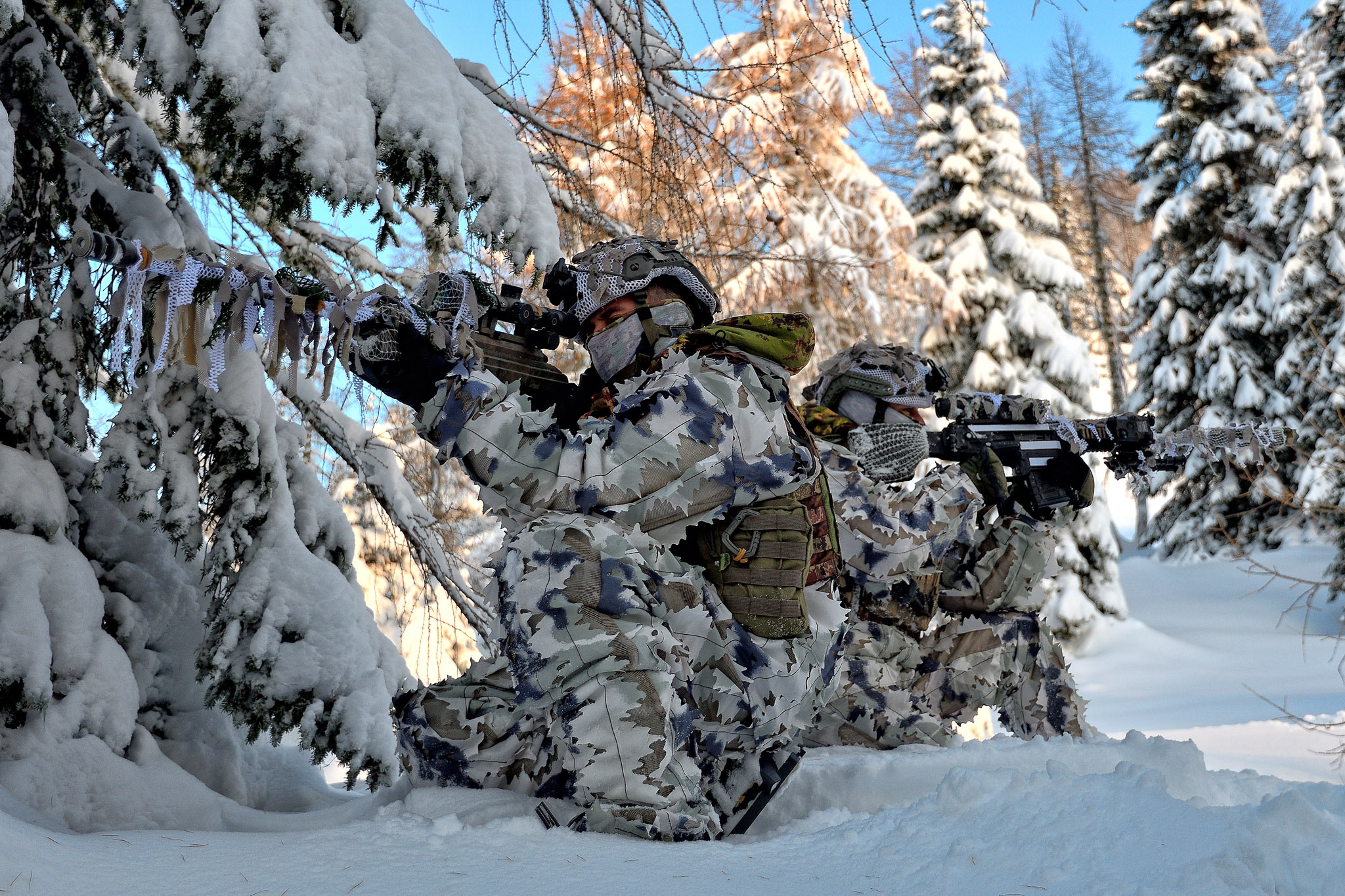
Trang phục ngụy trang vùng lạnh trong một cuộc diễn tập của quân đội Ý

## Sử dụng

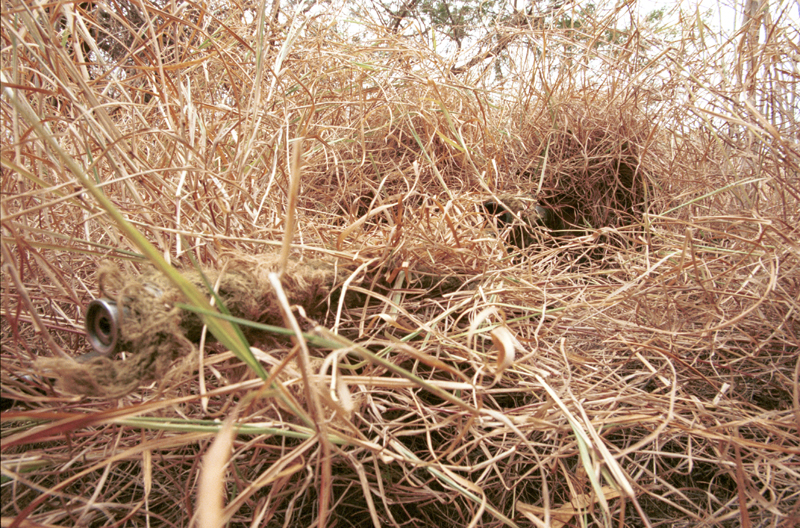
Một xạ thủ đang sử dụng trang phục ngụy trang cho nhiệm vụ của mình cùng với một ống giảm thanh.